# Germa Seyum
Germa Seyum fue un negus de Etiopía, miembro de la Dinastía Zagüe. Taddesse Tamrat indica que era hijo de Mara Takla Haymanot, y uno de los hermanos menores del rey Tatadim. Fue a su vez padre de Kedus Harbe y de Gebre Mesqel Lalibela.
| Predecesor: Jan Seyum | Negus Nagast Siglo XII | Sucesor: Yemrehana Krestos |